# Puig Major
Der Puig Major [ˌputʃmaˈʒor] („Großer Berg“) oder auch Puig Major de Son Torrella ist mit 1445 Metern Höhe der höchste Berg der spanischen Baleareninsel Mallorca. Er liegt in der nordwestlichen Landschaftszone (Comarca) Serra de Tramuntana, eingebettet in die gleichnamige Gebirgskette.
Der Berg gehört zum Gemeindegebiet von Escorca, der von der Bevölkerungszahl her kleinsten Gemeinde Mallorcas. Mit einer Entfernung von dreizehn Kilometern vom höchsten Punkt des Puig Major ist Sóller der nächstgelegene größere Ort. Der Gipfel des Berges ist militärisches Sperrgebiet.

## Geschichte
Der heute allgemein nur als Puig Major bezeichnete Berg wird zuweilen auch mit dem Zusatz „de Son Torrella“ versehen. Dies rührt daher, dass in der Vergangenheit auch der Puig de Massanella als Puig Major de Massanella, also als „Großer Berg von Massanella“, bezeichnet wurde. Zur Abgrenzung erhielt der andere „große Berg“ des Tramuntana-Gebirges, der höhere der beiden Gipfel, nach seiner Lage oberhalb des kleinen Ortes Son Torrella den entsprechenden Beinamen.
Der Gipfel des Puig Major ist seit 1958 militärisches Sperrgebiet. Dies resultiert aus einem Abkommen mit den USA von 1953, bei dem Spanien den Amerikanern mehrere Armee- und Marinestützpunkte als Gegenleistung für umfangreiche Wirtschaftshilfe gewährte. Die US-Militärs stationierten auf dem Puig Major die 880. Aircraft Control and Warning Squadron und installierten eine erste Radaranlage. Zu deren Bau wurde der Gipfel in der Höhe um fünf Meter abgetragen, da man für die Gebäude ein Plateau als ebene Fläche benötigte. Die bei Son Torrella beginnende Straße auf den höchsten Punkt Mallorcas wurde, wie auch die Serpentinenstraße zur Cala de Sa Calobra, von dem italienischen Ingenieur Antonio Paretti geplant und unter seiner Leitung erbaut. Neben hochrangigen Militärs besuchte 1959 auch der spanische Diktator Francisco Franco mit seiner Frau die Anlage.
Ende 1964 zogen die Amerikaner ab und übergaben den Stützpunkt spanischer Verantwortung. Heute nutzt das spanische Luftwaffengeschwader Nummer 7, die Escuadrón de Vigilancia Aérea (EVA-7), mit etwa 90 Militärangehörigen die Einrichtungen auf dem Gipfel des Berges (zona técnica) und die Basisstation (zona del asentamiento) auf einer Höhe von 850 Metern an der Landstraße MA-10 im Tal von Son Torrella. Mit dem am 27. Mai 2003 in Betrieb genommenen dreidimensionalen Radargerät Lanza 3D des spanischen Militärs werden das westliche Mittelmeer sowie Teile Nordafrikas überwacht.
Ein im Jahr 1932 geplantes Bauvorhaben für eine Seilbahn auf den Gipfel, ebenfalls von Paretti entworfen, wurde wieder fallen gelassen. Die Plattform der dafür vorgesehenen Talstation wurde jedoch errichtet. Sie befindet sich am Kilometer 2,2 der Straße MA-2141 zur Cala de sa Calobra, kurz vor dem Straßenpass Coll de Cas Reis (723 Meter Höhe). Die geplante Seilbahn war bei einer Länge von 2016 Meter zum höchsten Punkt des Puig Major für 25 Fahrgäste pro Fahrt ausgelegt. Das Projekt wurde wegen zu hoher Kosten und des einsetzenden spanischen Bürgerkriegs nicht realisiert.

## Lage und Umgebung

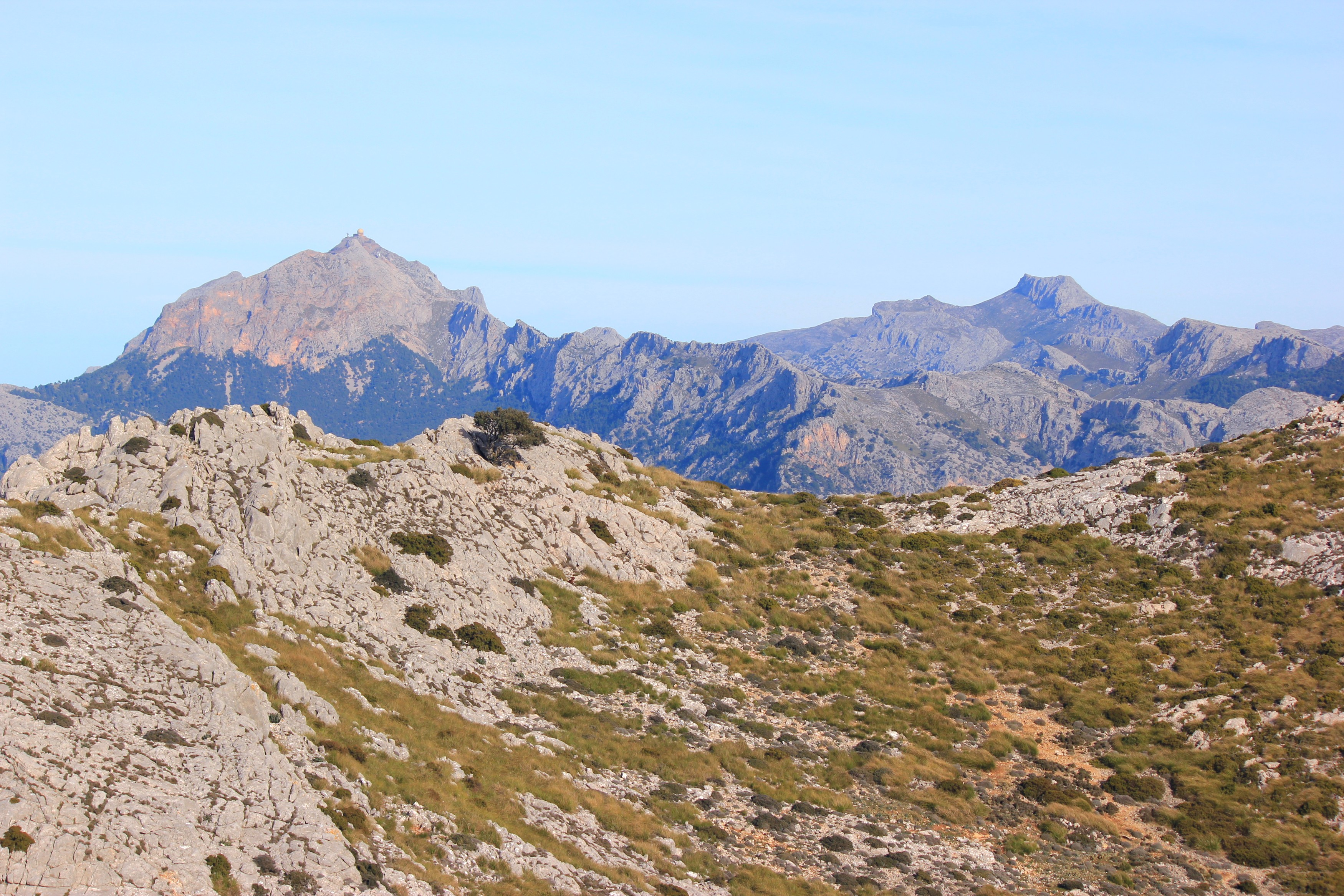
Puig Major und Puig de Massanella von Südwesten

Der Puig Major befindet sich in der Serra de Son Torrella („Gebirgszug von Son Torrella“), einem Teil des Tramuntana-Gebirges. Er selbst bildet ein kompaktes Gebirgsmassiv, das neben dem 1445 Meter hohen Hauptgipfel mehrere Nebengipfel besitzt. Der bekannteste von ihnen ist der südwestlich des höchsten Punktes der Insel gelegene Penyal des Migdia, die „Mittagsspitze“. Dieser Gipfel ist mit seinen 1398 Metern immer noch höher als der als zweithöchster Berg Mallorcas bekannte Puig de Massanella mit seinen 1365 Metern. Der Penyal des Migdia überragt mit seiner Steilwand das Tal von Fornalutx und ist ein markanter Blickpunkt aus Richtung der Kleinstadt Sóller.
Auf dem Puig Major liegt im Januar und Februar häufiger eine dünne Schneedecke, die sich manchmal bis in den April halten kann. Am Fuße des Berges befinden sich die beiden Stauseen Embassament des Gorg Blau und Embassament de Cúber, die der Trinkwasserversorgung vor allem der Hauptstadt Palma dienen. Das Staubecken im Vall de Cúber wurde im April des Jahres 1972 erstmals gefüllt.

## Ansichten

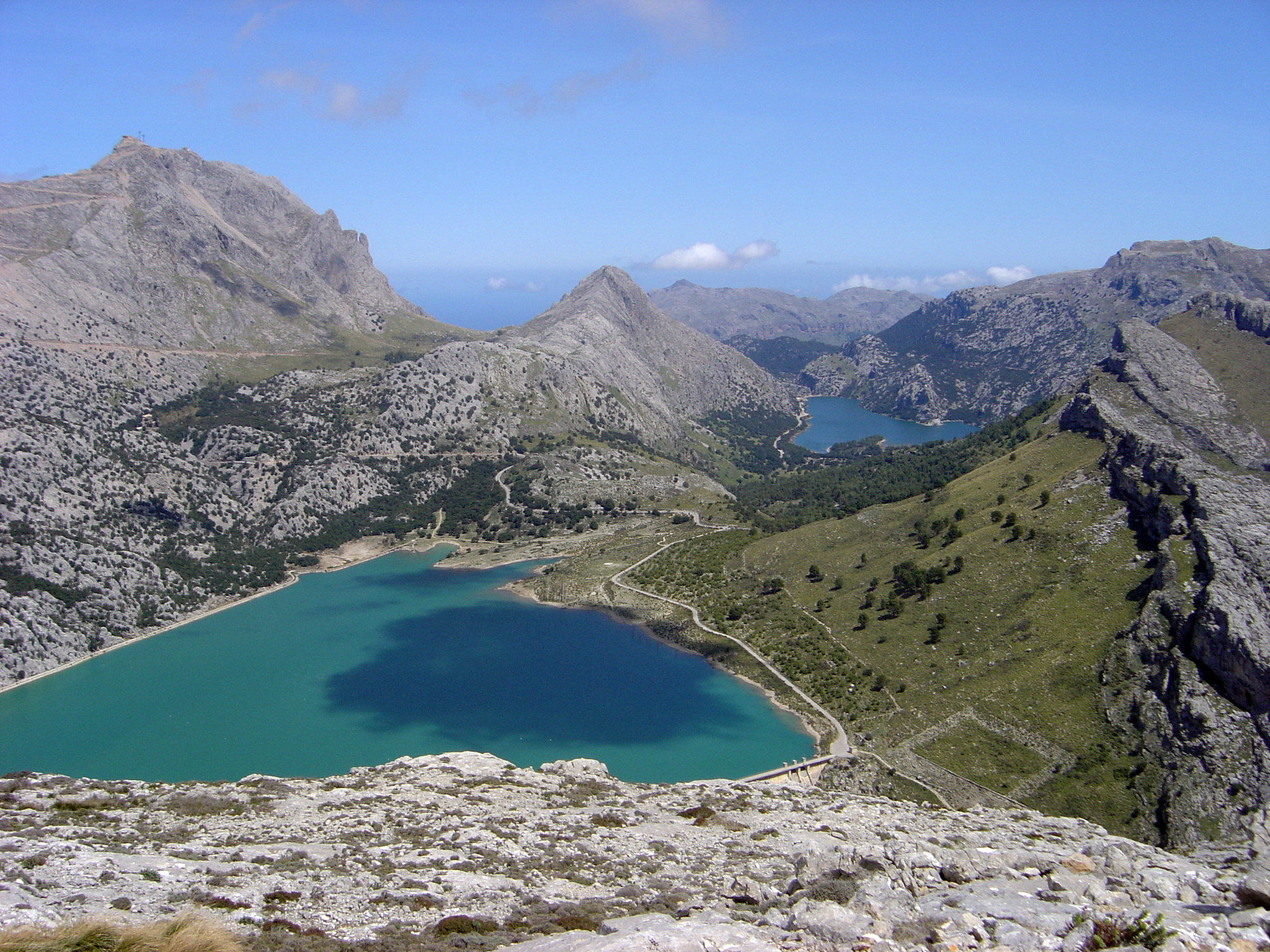
Stauseen vor dem Berg
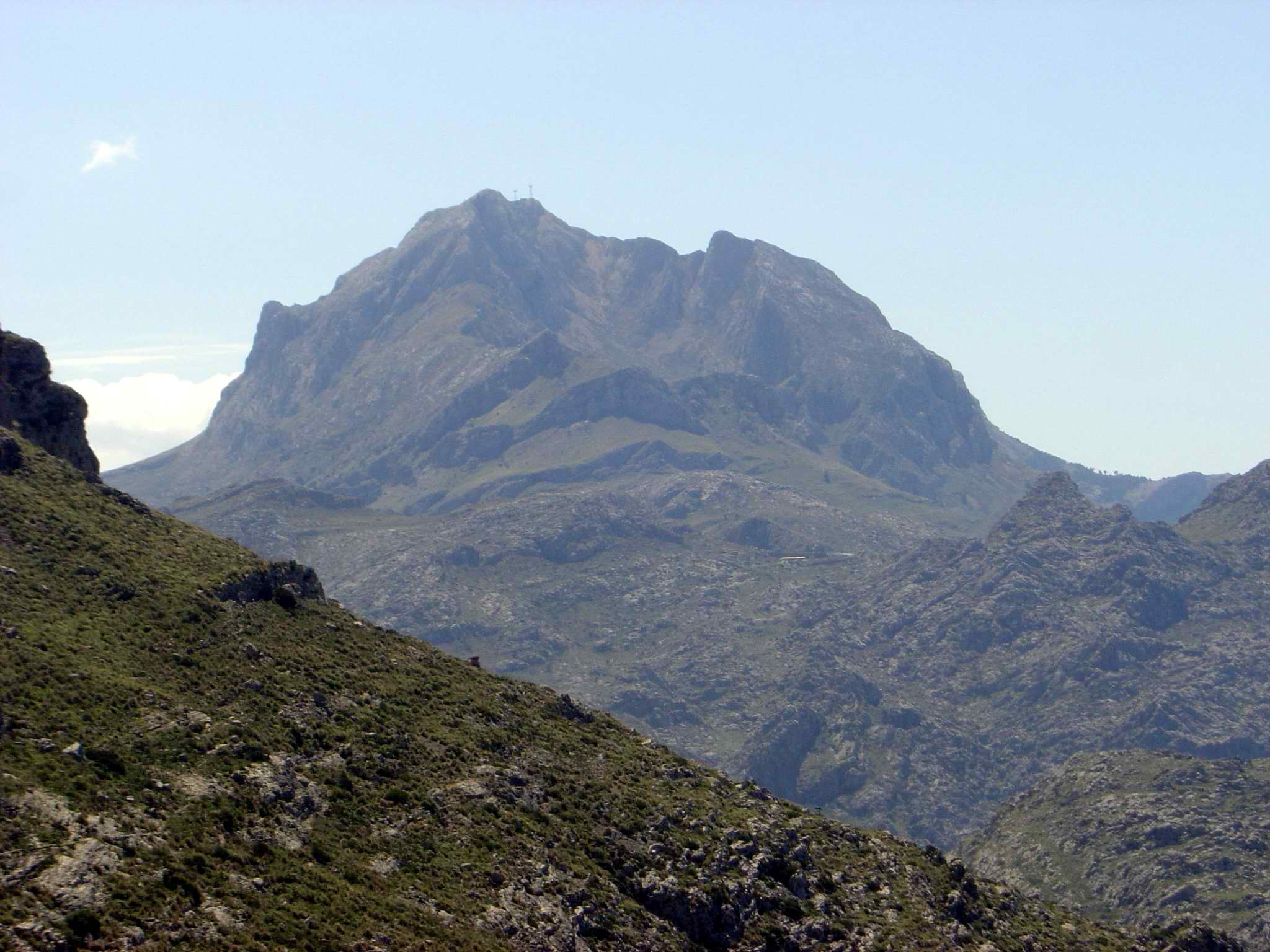
Nordostseite des Puig Major
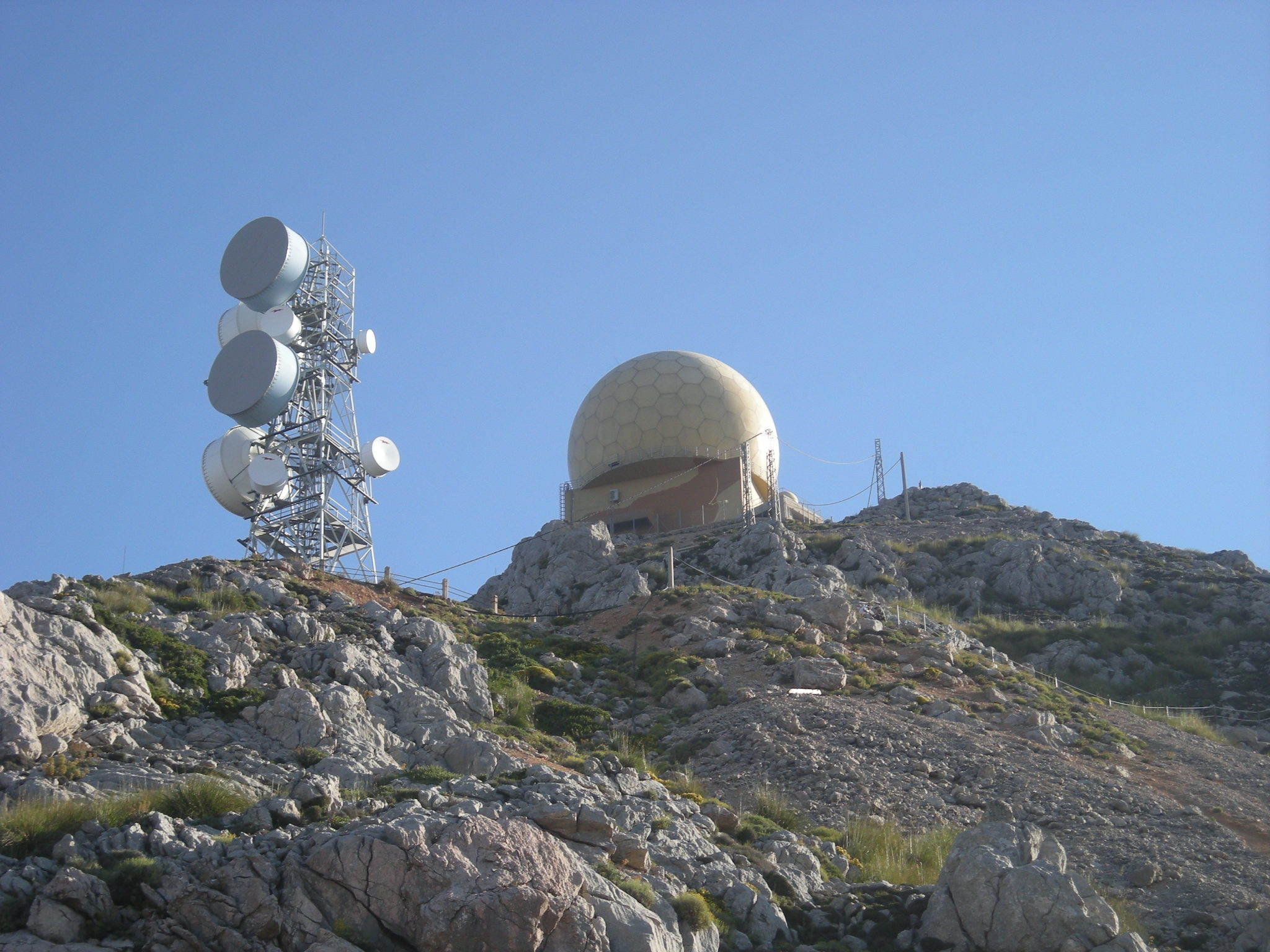
Radarstation
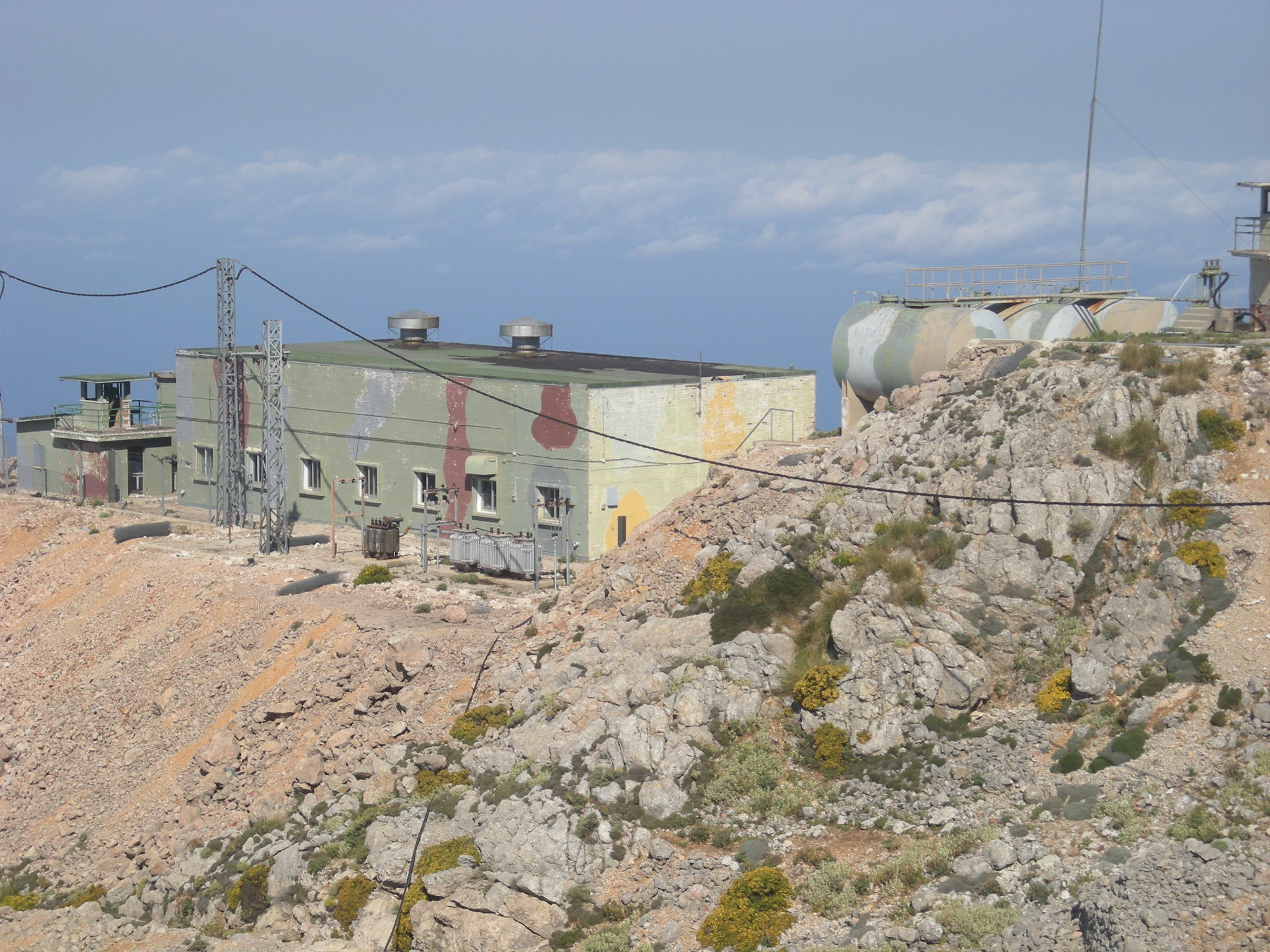
Militärische Anlagen auf dem Gipfel
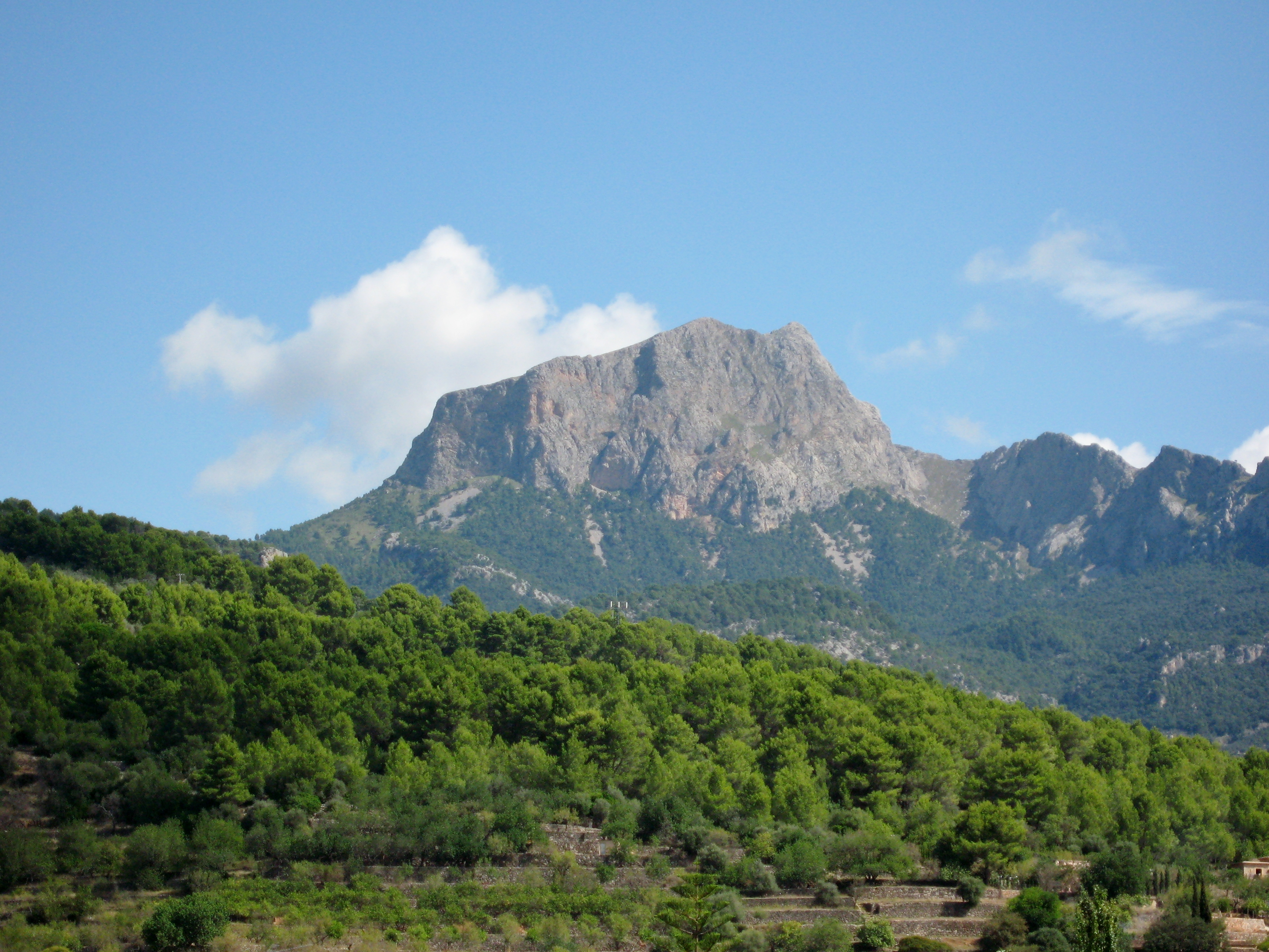
Puig Major von Sóller mit Penyal des Migdia im Vordergrund
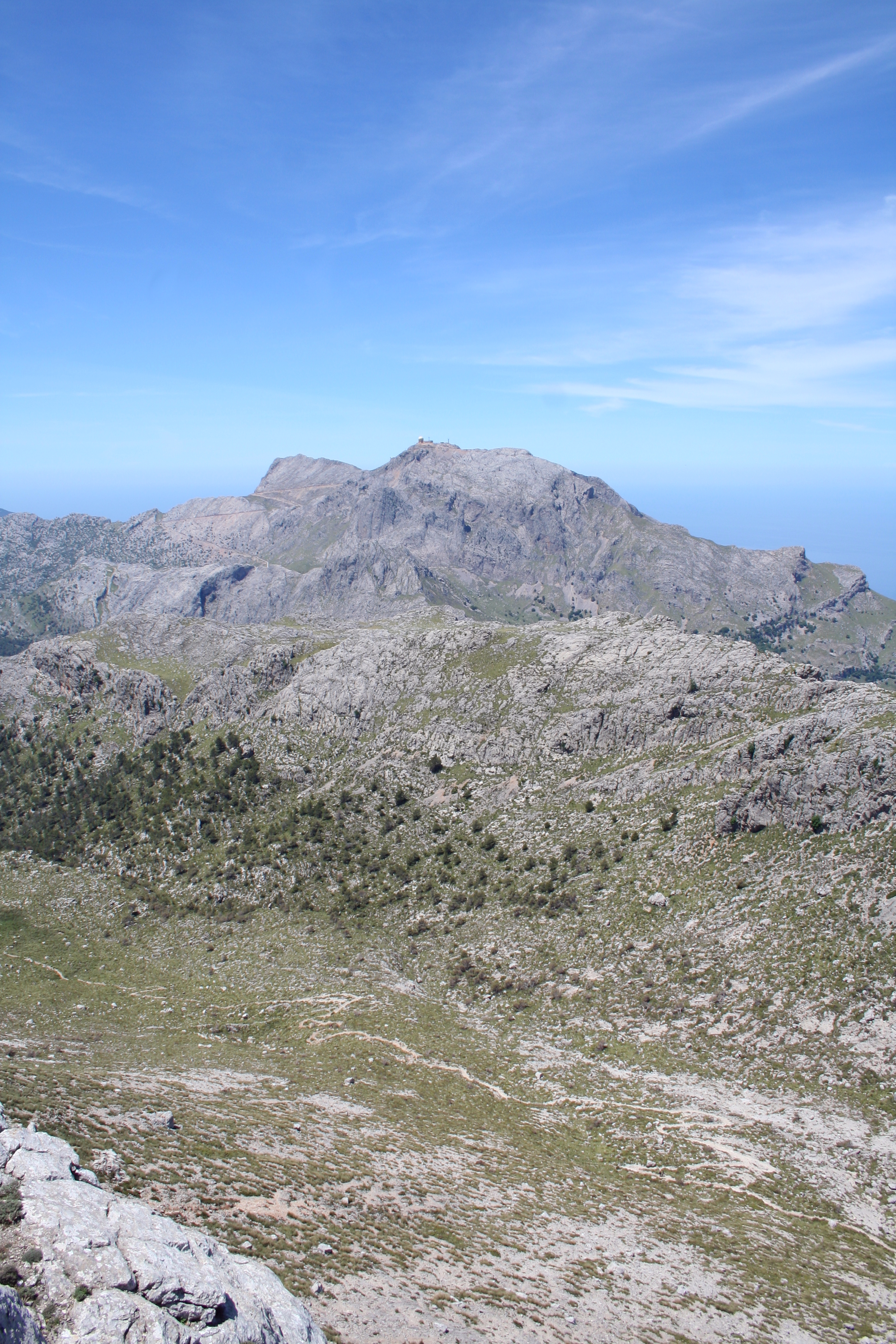
Puig Major vom Puig de Massanalla